# Yeşilyurt, Tokat
Yeşilyurt là một xã thuộc thành phố Tokat, tỉnh Tokat, Thổ Nhĩ Kỳ. Dân số thời điểm năm 2011 là 140 người.